# Oktejvija Batler
Oktejvija Estel Batler (engl. Octavia Estelle Butler; 22. jun 1947 — 24. februar 2006) je američka spisateljica naučne fantastike, najpoznatija od nekoliko afroamerikanki koje pišu u tom žanru. Osvajala je nagrade Hjugo i Nebjula. Godine 1995. postala je prva spisateljica naučne fantastike koja je od Fondacije Makartur dobila stipendiju „Genije“ (engl. the MacArthur Foundation "Genius" Grant).

## Poreklo
Batlerova je rođena i odrasla u Pasadeni u Kaliforniji. Njen otac Loris, čistač cipela, umro je dok je bila beba, tako da su je podigle baba i majka Oktejvija M. Batler koja je radila kao kućna pomoćnica.
Prema Nortonovoj Antologiji afroameričke književnosti („the Norton Anthology of African American Literature“), Batlerova je bila „povučeno, jedino dete u rigidnom baptističkom domaćinstvu“ i „rano su je privukli časopisi kao sto su „Amazing“, „Fantasy and Science Fiction“i „Galaxy“, a uskoro je počela da čita klasike naučne fantastike“.
Oktejvija Mlađa, čiji je nadimak bio Džuni (engl. Junie), bila je stidljiva i sklona maštanju, a imala je i dijagnozu disleksija. Sa 10 godina počela je da piše kako bi „pobegla od usamljenosti i dosade“; u 12-oj godini je počela da piše naučnu fantastiku. „Pisala sam svoje pričice, i kada mi je bilo 12 godina, gledala sam loš naučnofantastični film Đavolska devojka sa Marsa („Devil Girl from Mars“) i tada sam shvatila da mogu da napišem bolju priču. Isključila sam televizor, počela da pišem i pišem i dan danas“, ispričala je spisateljica za magazin „Black Scholar“.

## Obrazovanje i lični život
Nakon što je 1968. diplomirala na koledžu Pasadena Siti, upisala se na Državni univerzitet Kalifornije u Los Anđelesu. Nakon kraćeg vremena, napustila je Univerzitet i počela da pohađa časove pisanja na Univerzitetu UCLA 
Batlerova će kasnije navoditi dve radionice pisanja kao „najvažnije u njenom formiranju kao pisca“:
„Radionica otvorenih vrata“ (1969—70) u organizaciji Američkog scenarističkog esnafa (the Screenwriters' Guild of America) - mentorski program za afroameričke i latino pisce. Na ovim radionicama upoznala je priznatog pisca naučne fantastike Harlana Elisona (Harlan Ellison).
„Klarionova radionica za pisce naučne fantastike“ (The Clarion Science Fiction Writers Workshop) koju joj je preporučio Elison i gde je prvi put upoznala Samjuela Delejnija (Samuel R. Delany).
U novembru 1999. preselila se u Sijetl. Sebe je opisala kao „dobro neprilagođenog pustinjaka u sred Sijetla - pesimistkinju ako nisam pažljiva, feministkinju, crnkinju, bivšu baptistkinju, kod koje se kombinuju ambicija, lenjost, nesigurnost, izvesnosti i želje“.
U svojim delima se bavi problemima vezanim za rasu, rod, seksualnost.
Umrla je 24. februara 2006. u 58-oj godini, ispred svoje kuće u Lejk Forest Parku. U nekim vestima je navedeno da je umrla od povreda glave nakon pada i udarca o trotoar, a u drugim da je umrla od moždanog udara kao posledice zadobijenih povreda. U časopisu Lokus se pojavila verzija da je umrla od povreda glave kao posledice pada nakon moždanog udara.

## Karijera
Njena prva priča, „Crossover“, objavljena je u Klarinovoj antologiji iz 1971; drugu kratku priču „Childfinder“ otkupio je Harlan Elison za neobjavljenu zbirku priča „The Last Dangerous Visions“ . „Mislila sam da uspevam kao spisateljica...“ napisala je u kolekciji svojih kratkih priča „Bloodchild and Other Stories“, „zapravo, preda mnom je bilo još pet godina neuspeha i ružnih, malih poslova pre no što ću prodati jednu jedinu reč“.

## Radovi
Dela Oktejvije Batler nisu prevedena na srpski jezik.

### Serije
- Serija „Patternist“
  - „“ (1976)
  - „“ (1977)
  - „“ (1978)
  - „“ (1980)
  - „“ (1984)
  - „“ (kompilacija; 2007-ne uključuje „Survivor“)
- „“ (prethodno trilogija „Xenogenesis“)
  - „“ (1987)
  - „“ (1988)
  - „“ (1989)
- Serija „Parable“ 
  - „“ (1993)
  - „“ (1998)

### Samostalni romani
- „“ (1979)
- „“ (2005)

### Kratke priče
- „“ (1995); Drugo, prošireno izdanje (2006)

### Članci
- „“ - Essence (magazin)“

## Nagrade

### Osvojila
- 2010: Primljena u Kuću slavnih naučne fantastike (Science Fiction Hall of Fame)
- 2000: Nagrada za životno delo američkog  centra
- 1999: Nebjula za najbolji roman - „“
- 1995: Stipendija "Genije" Fondacije Makartur (MacArthur Foundation "Genius" Grant)
- 1985: Hjugo za najbolju priču - „“
- 1985: Lokus za najbolju priču - „“
- 1985: Nagrada Science Fiction Chronicle za najbolju priču - „“
- 1984: Nebjula za najbolju priču - „“
- 1984: Hjugo za najbolju kratku priču - „“
- 1980: Nagrada Creative Arts, „L.A. YWCA“

### Nominovana
- 1994: Nebjula za najbolji roman - „“
- 1987: Nebjula za najbolju priču - „“
- 1967: Peto mesto, „Writer's Digest Short Story Contest“